# Skilanglauf-Weltcup 1994/95
Der Skilanglauf-Weltcup 1994/95 war eine von der FIS organisierte Wettkampfserie. Der Weltcup begann am 27. November 1994 in Kiruna und endete am 25. März 1995 in Sapporo. Höhepunkt der Saison waren die Nordischen Skiweltmeisterschaften 1995 vom 9. bis 19. März in Thunder Bay. Die dort ausgetragenen Einzelwettbewerbe wurden auch als Weltcup-Veranstaltungen gewertet.

## Männer

### Podestplätze Männer
| Datum                                | Austragungsort | Disziplin                   | Sieger                                                                   | Zweiter                                                                     | Dritter                                                                    |
| ------------------------------------ | -------------- | --------------------------- | ------------------------------------------------------------------------ | --------------------------------------------------------------------------- | -------------------------------------------------------------------------- |
| 27.11.1994                           | Kiruna         | 10 km klassisch             | Bjørn Dæhlie                                                             | Wladimir Smirnow                                                            | Kristen Skjeldal                                                           |
| 14.12.1994                           | Tauplitzalm    | 15 km klassisch             | Alexei Prokurorow                                                        | Bjørn Dæhlie                                                                | Niklas Jonsson                                                             |
| 17.12.1994                           | Sappada        | 15 km Freistil              | Bjørn Dæhlie                                                             | Silvio Fauner                                                               | Jari Isometsä                                                              |
| 18.12.1994                           | Sappada        | 4 × 10 km Staffel Freistil  | Norwegen IEgil Kristiansen Kristen Skjeldal Bjørn Dæhlie Thomas Alsgaard | FinnlandSami Repo Jukka Hartonen Jari Isometsä Mika Myllylä                 | SchwedenMorgan Göransson Torgny Mogren Christer Majbäck Henrik Forsberg    |
| 20.12.1994                           | Sappada        | 10 km Freistil              | Torgny Mogren                                                            | Henrik Forsberg                                                             | Wladimir Smirnow                                                           |
| 08.01.1995                           | Östersund      | 30 km Freistil              | Bjørn Dæhlie                                                             | Alexei Prokurorow                                                           | Thomas Alsgaard                                                            |
| 14.01.1995                           | Nové Město     | 15 km klassisch             | Harri Kirvesniemi                                                        | Jari Isometsä                                                               | Silvio Fauner                                                              |
| 15.01.1995                           | Nové Město     | 4 × 10 km Staffel klassisch | FinnlandKarri Hietamäki Jari Isometsä Harri Kirvesniemi Mika Myllylä     | SchwedenMathias Fredriksson Niklas Jonsson Christer Majbäck Henrik Forsberg | ItalienFabio May Silvio Fauner Gaudenzio Godioz Marco Albarello            |
| 27.01.1995                           | Lahti          | 15 km Freistil              | Wladimir Smirnow                                                         | Bjørn Dæhlie                                                                | Jari Isometsä                                                              |
| 29.01.1995                           | Lahti          | 15 km Verfolgung klassisch  | Wladimir Smirnow                                                         | Jari Isometsä                                                               | Bjørn Dæhlie                                                               |
| 04.02.1995                           | Falun          | 30 km klassisch             | Bjørn Dæhlie                                                             | Silvio Fauner                                                               | Wladimir Smirnow                                                           |
| 05.02.1995                           | Falun          | 4 × 10 km Staffel Freistil  | NorwegenSture Sivertsen Terje Langli Bjørn Dæhlie Thomas Alsgaard        | FinnlandJari Räsänen Jukka Hartonen Jari Isometsä Mika Myllylä              | Schweden IMathias Fredriksson Anders Bergström Lars Håland Henrik Forsberg |
| 11.02.1995                           | Oslo           | 50 km klassisch             | Wladimir Smirnow                                                         | Alexei Prokurorow                                                           | Michail Botvinov                                                           |
| 12.02.1995                           | Oslo           | 4 × 5 km Staffel            | FinnlandKarri Hietamäki Harri Kirvesniemi Mika Kuusisto Sami Repo        | SchwedenMathias Fredriksson Niklas Jonsson Torgny Mogren Henrik Forsberg    | Norwegen ISture Sivertsen Erling Jevne Egil Kristiansen Thomas Alsgaard    |
| 40. Nordische Skiweltmeisterschaften |                |                             |                                                                          |                                                                             |                                                                            |
| 09.03.1995                           | Thunder Bay    | 30 km klassisch             | Wladimir Smirnow                                                         | Bjørn Dæhlie                                                                | Alexei Prokurorow                                                          |
| 11.03.1995                           | Thunder Bay    | 10 km klassisch             | Wladimir Smirnow                                                         | Bjørn Dæhlie                                                                | Mika Myllylä                                                               |
| 13.03.1995                           | Thunder Bay    | 15 km Verfolgung Freistil   | Wladimir Smirnow                                                         | Silvio Fauner                                                               | Jari Isometsä                                                              |
| 17.03.1995                           | Thunder Bay    | 4 × 10 km Staffel           | NorwegenSture Sivertsen Erling Jevne Bjørn Dæhlie Thomas Alsgaard        | FinnlandKarri Hietamäki Harri Kirvesniemi Jari Räsänen Jari Isometsä        | ItalienFulvio Valbusa Marco Albarello Fabio Maj Silvio Fauner              |
| 19.03.1995                           | Thunder Bay    | 50 km Freistil              | Silvio Fauner                                                            | Bjørn Dæhlie                                                                | Wladimir Smirnow                                                           |
| 24.03.1995                           | Sapporo        | 4 × 10 km Staffel           | NorwegenVegard Ulvang Bjørn Dæhlie Kristen Skjeldal Thomas Alsgaard      | ItalienMarco Albarello Silvio Fauner Gaudenzio Godioz Fabio May             | FinnlandMika Kuusisto Harri Kirvesniemi Sami Repo Jari Isometsä            |
| 25.03.1995                           | Sapporo        | 15 km Freistil              | Bjørn Dæhlie                                                             | Wladimir Smirnow                                                            | Thomas Alsgaard                                                            |

### Weltcupstände Männer
| Rang | Name                 | Punkte |
| ---- | -------------------- | ------ |
| 1    | Bjørn Dæhlie         | 930    |
| 2    | Wladimir Smirnow     | 866    |
| 3    | Silvio Fauner        | 591    |
| 4    | Alexei Prokurorow    | 572    |
| 5    | Jari Isometsä        | 525    |
| 6    | Thomas Alsgaard      | 429    |
| 7    | Harri Kirvesniemi    | 363    |
| 8    | Mika Myllylä         | 340    |
| 9    | Torgny Mogren        | 330    |
| 10   | Michail Botwinow     | 269    |
| 11.  | Kristen Skjeldal     | 268    |
| 12.  | Henrik Forsberg      | 256    |
| 13.  | Erling Jevne         | 236    |
| 14.  | Alois Stadlober      | 217    |
| 15.  | Gaudenzio Godioz     | 213    |
| 16.  | Vegard Ulvang        | 208    |
| 17.  | Markus Gandler       | 194    |
| 18.  | Niklas Jonsson       | 182    |
| 19.  | Egil Kristiansen     | 158    |
| 20.  | Marco Albarello      | 152    |
| 21.  | Mathias Fredriksson  | 136    |
| 22.  | Jochen Behle         | 129    |
| 22.  | Fulvio Valbusa       | 129    |
| 24.  | Anders Bergström     | 127    |
| 25.  | Jukka Hartonen       | 112    |
| 26.  | Fabio Maj            | 111    |
| 27.  | Sture Sivertsen      | 110    |
| 28.  | Johann Mühlegg       | 104    |
| 29.  | Markus Hasler        | 96     |
| 29.  | Christer Majbäck     | 96     |
| 31.  | Juan Jesús Gutiérrez | 93     |

| Rang | Name                  | Punkte |
| ---- | --------------------- | ------ |
| 32.  | Uwe Bellmann          | 77     |
| 33.  | Morgan Göransson      | 77     |
| 34.  | Terje Langli          | 74     |
| 35.  | Karri Hietamäki       | 68     |
| 36.  | Sami Repo             | 62     |
| 37.  | Hervé Balland         | 58     |
| 38.  | Andreas Schlütter     | 56     |
| 39.  | Anders Eide           | 54     |
| 40.  | Luboš Buchta          | 51     |
| 41.  | Giorgio Vanzetta      | 50     |
| 42.  | Mika Kuusisto         | 49     |
| 43.  | Wladimir Legotin      | 42     |
| 44.  | Sven-Erik Danielsson  | 40     |
| 45.  | Maurizio Pozzi        | 40     |
| 46.  | Jari Räsänen          | 40     |
| 47.  | Silvano Barco         | 33     |
| 48.  | Peter Schlickenrieder | 33     |
| 49.  | Sigurd Brørs          | 32     |
| 50.  | Sergei Tschepikow     | 32     |
| 51.  | Pietro Piller Cottrer | 31     |
| 52.  | Pawel Rjabinin        | 28     |
| 53.  | Hiroyuki Imai         | 27     |
| 54.  | Håkan Nordbäck        | 27     |
| 55.  | Krister Sørgård       | 24     |
| 56.  | Jeremias Wigger       | 24     |
| 57.  | Grigorij Goutnikov    | 22     |
| 58.  | Gennadi Lasutin       | 22     |
| 59.  | Philippe Sanchez      | 22     |
| 60.  | Peter Göransson       | 20     |
| 61.  | Pavel Benc            | 18     |
| 62.  | Todd Boonstra         | 17     |

| Rang | Name                    | Punkte |
| ---- | ----------------------- | ------ |
| 63.  | Patrick Rémy            | 17     |
| 64.  | Stephane Azambre        | 15     |
| 65.  | Václav Korunka          | 15     |
| 66.  | Anders Aukland          | 10     |
| 67.  | Lars Carlsson           | 10     |
| 68.  | Lars Håland             | 9      |
| 69.  | Mitsuo Horigome         | 9      |
| 70.  | Pål Gunnar Mikkelsplass | 9      |
| 71.  | Terje Smevold           | 8      |
| 72.  | Alexander Marent        | 8      |
| 73.  | Andrus Veerpalu         | 7      |
| 74.  | Pavel Zabolotniy        | 7      |
| 75.  | Ivan Bátory             | 6      |
| 76.  | Jon Olaf Bergersen      | 6      |
| 77.  | Odd-Bjørn Hjelmeset     | 6      |
| 78.  | Elmo Kassin             | 6      |
| 79.  | Gianfranco Polvara      | 6      |
| 80.  | Igor Badamschin         | 5      |
| 81.  | Giorgio Di Centa        | 5      |
| 82.  | John Bauer              | 4      |
| 83.  | Robin McKeever          | 4      |
| 84.  | Maxim Pitschugin        | 4      |
| 85.  | Gerhard Urain           | 3      |
| 86.  | Hirofumi Watanabe       | 3      |
| 87.  | Wilhelm Aschwanden      | 2      |
| 88.  | Robert Kerstajn         | 2      |
| 89.  | Staffan Larsson         | 2      |
| 90.  | Agostino Filippa        | 1      |
| 91.  | Torald Rein             | 1      |
| 92.  | Justin Wadsworth        | 1      |

## Frauen

### Podestplätze Frauen
| Datum                                | Austragungsort | Disziplin                  | Sieger                                                                 | Zweiter                                                                           | Dritter                                                                                |
| ------------------------------------ | -------------- | -------------------------- | ---------------------------------------------------------------------- | --------------------------------------------------------------------------------- | -------------------------------------------------------------------------------------- |
| 27.11.1994                           | Kiruna         | 5 km klassisch             | Jelena Välbe                                                           | Nina Gawriljuk                                                                    | Trude Dybendahl                                                                        |
| 14.12.1994                           | Tauplitzalm    | 10 km klassisch            | Jelena Välbe                                                           | Nina Gawriljuk                                                                    | Olga Danilowa                                                                          |
| 17.12.1994                           | Sappada        | 15 km Freistil             | Jelena Välbe                                                           | Olga Korneewa                                                                     | Nina Gawriljuk                                                                         |
| 18.12.1994                           | Sappada        | 4 × 5 km Staffel Freistil  | Russland IOlga Danilowa Nina Gawriljuk Olga Korneewa Jelena Välbe      | NorwegenAnita Moen Elin Nilsen Marit Mikkelsplass Trude Dybendahl                 | SchwedenAnette Fanqvist Antonina Ordina Annika Evaldsson Marie-Helene Östlund          |
| 20.12.1994                           | Sappada        | 5 km Freistil              | Nina Gawriljuk Jelena Välbe                                            |                                                                                   | Olga Korneewa                                                                          |
| 07.01.1995                           | Östersund      | 30 km Freistil             | Jelena Välbe                                                           | Stefania Belmondo                                                                 | Nina Gawriljuk                                                                         |
| 14.01.1995                           | Nové Město     | 15 km klassisch            | Jelena Välbe                                                           | Larissa Lasutina                                                                  | Nina Gawriljuk                                                                         |
| 15.01.1995                           | Nové Město     | 4 × 5 km Staffel klassisch | Russland IOlga Danilowa Nina Gawriljuk Larissa Lasutina Jelena Välbe   | NorwegenInger Helene Nybråten Marit Mikkelsplass Kari Uglem Maj Helen Sorkmo      | Russland IIOlga Samorosowa Jelena Schalina Natalja Baranowa-Massalkina Olga Korneewa   |
| 28.01.1995                           | Lahti          | 10 km klassisch            | Inger Nybråten                                                         | Marit Mikkelsplass                                                                | Larissa Lasutina                                                                       |
| 29.01.1995                           | Lahti          | 4 × 5 km Staffel Freistil  | Russland IOlga Sawjalowa Nina Gawriljuk Larissa Lasutina Jelena Välbe  | Russland IIOlga Pylowa Samorosowa Natalja Martynowa Jelena Schalina Olga Danilowa | NorwegenAnita Moen Elin Nilsen Trude Dybendahl Bente Martinsen                         |
| 04.02.1995                           | Falun          | 10 km klassisch            | Nina Gawriljuk                                                         | Jelena Välbe                                                                      | Larissa Lasutina                                                                       |
| 05.02.1995                           | Falun          | 10 km Verfolgung Freistil  | Jelena Välbe                                                           | Nina Gawriljuk                                                                    | Larissa Lasutina                                                                       |
| 11.02.1995                           | Oslo           | 30 km klassisch            | Larissa Lasutina                                                       | Anita Moen                                                                        | Olga Danilowa                                                                          |
| 12.02.1995                           | Oslo           | 4 × 5 km Staffel           | Russland IOlga Danilowa Larissa Lasutina Nina Gawriljuk Jelena Välbe   | Norwegen IMarit Mikkelsplass Inger Helene Nybråten Elin Nilsen Anita Moen         | Russland IINatalja Baranowa-Massalkina Jelena Schalina Olga Korneewa Natalja Martynowa |
| 40. Nordische Skiweltmeisterschaften |                |                            |                                                                        |                                                                                   |                                                                                        |
| 10.03.1995                           | Thunder Bay    | 15 km klassisch            | Larissa Lasutina                                                       | Jelena Välbe                                                                      | Inger Nybråten                                                                         |
| 12.03.1995                           | Thunder Bay    | 5 km klassisch             | Larissa Lasutina                                                       | Nina Gawriljuk                                                                    | Manuela Di Centa                                                                       |
| 14.03.1995                           | Thunder Bay    | 10 km Verfolgung Freistil  | Larissa Lasutina                                                       | Nina Gawriljuk                                                                    | Olga Danilowa                                                                          |
| 17.03.1995                           | Thunder Bay    | 4 × 5 km Staffel           | RusslandOlga Danilowa Larissa Lasutina Jelena Välbe Nina Gawriljuk     | NorwegenMarit Mikkelsplass Inger Helene Nybråten Elin Nilsen Anita Møen           | SchwedenAnna Frithioff Marie-Helene Östlund Antonina Ordina Anette Fanqvist            |
| 18.03.1995                           | Thunder Bay    | 30 km Freistil             | Jelena Välbe                                                           | Manuela Di Centa                                                                  | Antonina Ordina                                                                        |
| 24.03.1995                           | Sapporo        | 15 km Freistil             | Jelena Välbe                                                           | Larissa Lasutina                                                                  | Nina Gawriljuk                                                                         |
| 25.03.1995                           | Sapporo        | 4 × 5 km Staffel           | RusslandNina Gawriljuk Larissa Lasutina Natalja Martynowa Jelena Välbe | NorwegenTrude Dybendahl Inger Helene Nybråten Marit Mikkelsplass Elin Nilsen      | SchwedenAnna Frithioff Marie-Helene Östlund Antonina Ordina Anette Fanqvist            |

### Weltcupstände Frauen
| Rang | Name                    | Punkte |
| ---- | ----------------------- | ------ |
| 1.   | Jelena Välbe            | 1060   |
| 2.   | Nina Gawriljuk          | 840    |
| 3.   | Larissa Lasutina        | 785    |
| 4.   | Olga Danilowa           | 547    |
| 5.   | Olga Sawjalowa          | 395    |
| 6.   | Inger Nybråten          | 386    |
| 7.   | Stefania Belmondo       | 377    |
| 8.   | Marit Mikkelsplass      | 361    |
| 9.   | Anita Moen              | 295    |
| 10.  | Trude Dybendahl         | 290    |
| 11.  | Elin Nilsen             | 283    |
| 12.  | Antonina Ordina         | 279    |
| 13.  | Marie-Helene Östlund    | 268    |
| 14.  | Kateřina Neumannová     | 229    |
| 15.  | Sylvia Honegger         | 200    |
| 16.  | Natalja Martynowa       | 195    |
| 17.  | Guidina Dal Sasso       | 172    |
| 18.  | Pirkko Määttä           | 170    |
| 19.  | Tuulikki Pyykkönen      | 167    |
| 20.  | Manuela Di Centa        | 163    |
| 21.  | Olga Pylewa             | 152    |
| 21.  | Jelena Schalina         | 152    |
| 23.  | Merja Kuusisto          | 146    |
| 24.  | Sigrid Wille            | 141    |
| 25.  | Bente Skari             | 123    |
| 26.  | Iryna Taranenko-Terelja | 110    |
| 27.  | Gabriella Paruzzi       | 108    |

| Rang | Name                        | Punkte |
| ---- | --------------------------- | ------ |
| 28.  | Alžbeta Havrančíková        | 100    |
| 29.  | Kristina Šmigun-Vähi        | 93     |
| 30.  | Anke Reschwamm Schulze      | 86     |
| 31.  | Natalja Baranowa-Massalkina | 83     |
| 32.  | Anna Frithioff              | 78     |
| 33.  | Ina Kümmel                  | 69     |
| 34.  | Fumiko Aoki                 | 66     |
| 35.  | Sabina Valbusa              | 65     |
| 36.  | Sophie Villeneuve           | 55     |
| 37.  | Constanze Blum              | 54     |
| 38.  | Anette Fanqvist             | 49     |
| 39.  | Manuela Henkel              | 46     |
| 40.  | Maj Helen Sorkmo            | 41     |
| 40.  | Małgorzata Ruchała          | 41     |
| 42.  | Kari Uglem                  | 38     |
| 43.  | Cristina Paluselli          | 37     |
| 44.  | Brigitte Albrecht           | 34     |
| 45.  | Inger Lise Hegge            | 32     |
| 46.  | Leslie Thompson             | 31     |
| 47.  | Annika Evaldsson            | 29     |
| 47.  | Dorota Kwaśny               | 29     |
| 49.  | Jaroslava Bukvajová         | 28     |
| 49.  | Nina Kemppel                | 28     |
| 51.  | Nataša Lačen                | 27     |
| 52.  | Iveta Zelingerová-Fořtová   | 25     |
| 53.  | Virpi Niemi                 | 24     |
| 54.  | Cristel Vahtra              | 22     |

| Rang | Name                       | Punkte |
| ---- | -------------------------- | ------ |
| 55.  | Nathalie Santer            | 15     |
| 55.  | Sumiko Yokoyama            | 15     |
| 57.  | Tatiana Kutlikova          | 11     |
| 58.  | Gudrun Pflüger             | 10     |
| 58.  | Kati Pulkkinen             | 10     |
| 60.  | Alena Sinkewitsch          | 9      |
| 60.  | Maria Theurl-Walcher       | 9      |
| 62.  | Lisbeth Hauglann           | 8      |
| 62.  | Marke Rautiala             | 8      |
| 62.  | Kathrine Rokke             | 8      |
| 65.  | Masami Hirano              | 7      |
| 65.  | Annick Vaxelaire-Pierrel   | 7      |
| 67.  | Carina Moden               | 6      |
| 67.  | Kumiko Yokoyama            | 6      |
| 69.  | Piret Niglas               | 5      |
| 70.  | Midori Furusawa            | 4      |
| 70.  | Johanna Lindholm Ahlstrand | 4      |
| 70.  | Karin Svingstedt           | 4      |
| 73.  | Jasmin Baumann             | 3      |
| 73.  | Katrin Smigun              | 3      |
| 73.  | Ryouko Wakai               | 3      |
| 76.  | Mari Hietala               | 2      |
| 76.  | Anita Olsen Katnosa        | 2      |
| 78.  | Elin Ek                    | 1      |
| 78.  | Karin Öhman                | 1      |